# Wojciech Hardt
Wojciech Robert Hardt (ur. 4 października 1952 w Milanówku) – polski samorządowiec i przedsiębiorca, działacz opozycji demokratycznej w okresie PRL.

## Życiorys
Ukończył Liceum Ogólnokształcące nr 10 w Grodzisku Mazowieckim, a następnie studia w Instytucie Nauk Politycznych Uniwersytetu Warszawskiego. Pracował jako redaktor w warszawskim Ośrodku Dokumentacji i Studiów Społecznych.
Od drugiej połowy lat 70. związany z opozycją demokratyczną. Od pierwszego numeru „Opinii” drukował i kolportował to czasopismo, zajmował się również dystrybucją biuletynów PPN, KSS KOR, SKS i innych środowisk antykomunistycznych. W 1978 organizował wydawnictwo drugiego obiegu pod nazwą Biblioteka Historyczna i Literacka. Należał do Ruchu Obrony Praw Człowieka i Obywatela. Po wprowadzeniu stanu wojennego współpracował z „Tygodnikiem Mazowsze”. W 1989 został przewodniczącym Komitetu Obywatelskiego w Grodzisku Mazowieckim.
Pod koniec lat 80. wraz z żoną otworzył laboratorium analiz lekarskich.
W latach 1990–1998 był radnym Grodziska Mazowieckiego. W 1998 po raz pierwszy wybrany do rady powiatu grodziskiego, objął stanowisko przewodniczącego rady. W 2002, 2006, 2010, 2014, 2018 i 2024 ponownie uzyskiwał mandat radnego powiatu. W latach 2010–2014 po raz drugi był przewodniczącym rady.
W 1998 mandat radnego uzyskał z ramienia AWS jako przedstawiciel SKL. Od 2001 był związany z Platformą Obywatelską, wystąpił z tego ugrupowania w 2015. Kilka lat później przystąpił do Centrum dla Polski, zasiadł w radzie krajowej tej partii.

## Odznaczenia
W 2011 prezydent Bronisław Komorowski odznaczył go Krzyżem Kawalerskim Orderu Odrodzenia Polski. W 2019 otrzymał Krzyż Wolności i Solidarności.